# Шигмонд, Юлия
Юлия Шигмонд (венг. Sigmond Júlia; 11 июля 1929, Турда — 23 марта 2020) — румынская актриса венгерского происхождения, работавшая в кукольном театре, эсперантистка. Сестра венгерского писателя и поэта Иштвана Шигмонда и жена эсперантиста Сена Родена.

## Биография
Окончила в 1949 году женскую гимназию в Клуж-Напоке (бывшую реформистскую гимназию, ныне лицей Апачай). В 1950 году начала редакторскую деятельность, с 1959 по 1984 годы работала в театре Клуж-Напоки кукольницей и мимом. С 1956 года занималась изучением эсперанто, неоднократно участвовала в международных съездах и встречах эсперантистов. Являлась главным редактором журнала на эсперанто Bazaro и газеты Monato. Опубликовала несколько произведений на эсперанто, в 2000 году получила премию в области фантастики за рассказ «Mi ne estas Mona Lisa». В 2005 году на 85-м Всемирном конгрессе эсперанто в Тель-Авиве стала организатором конкурса изобразительного искусства.

## Избранные произведения
- 2001 — Mi ne estas Mona Lisa
- 2008 — Kiam mi estis la plej feliĉa en la vivo?
- 2011 — Nomoj kaj sortoj
- 2013 — Dialogo
- 2013 — Libazar' kaj tero
- 2015 — Kvodlibeto
- 2016 — Kvin geamikoj

## Награды и премии
- 1969 — Nova Talento: Interdivido
- 1997 — Prozo, 2-я премия: Kiam mi pardonis al la kato?
- 2000 — Prozo, 1-я премия: Mi ne estas Mona Lisa
- 2009 — Prozo, 2-я премия: Viola